# 오우가
〈오우가〉(五友歌)는 윤선도가 은거지인 해남 금쇄동(金鎖洞)에서 지은 시조 작품 중 하나이다. <산중신곡>(山中新曲)에 18수 중 6수의 연시조로 <고산유고>(孤山遺稿) 제6권 하편 별집에 수록되어 있다.
제목에서 유추할 수 있듯이 물, 바위, 소나무, 대나무, 달을 다섯 벗으로 의인화하고 부단, 불변, 불굴, 불욕, 불언의 덕성을 예찬한다. 시인은 본인에게 좌절을 안겨준 현실에 무상함을 느끼면서 변하지 않는 자연을 노래한다.

## 전문
나의 벗이 몇이나 있느냐 헤아려 보니 물과 돌과 소나무, 대나무로다
동산에 달 오르니 그것 참 더욱 반갑구나
두어라! 이 다섯이면 그만이지 또 더하여 무엇 하리
구름 빛이 좋다 하나 검기를 자주 한다
바람 소리 맑다 하나 그칠 때가 하도 많다
좋고도 그칠 뉘 없은 것은 물뿐인가 하노라
꽃은 무슨 일로 피자마자 빨리 지고
풀은 어이하여 푸르다가 누레지는가
아마도 변치 않는 것은 바위뿐인가 하노라
더우면 꽃이 피고 추우면 잎 지거늘
솔아 너는 어찌 눈서리 모르는가
구천(九泉)에 뿌리 곧은 줄 그로하여 아노라
나무도 아닌 것이 풀도 아닌 것이
곧기는 누가 시키며 속은 어찌 비었는가
저리하고도 사시(四時)에 푸르니 그를 좋아하노라
작은 것이 높이 떠서 만물을 다 비추니
한밤중에 밝은 것이 너만 한 것 또 있느냐
보고도 말 아니하니 내 벗인가 하노라